# Nero d'Avola (druif)

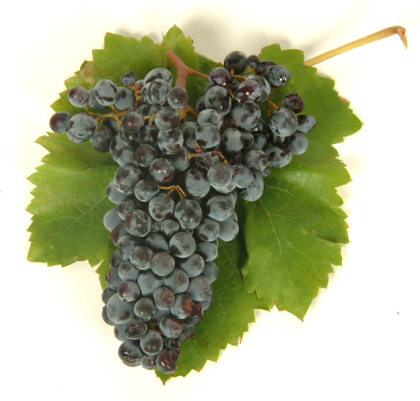
Nero d'Avola

De Nero d'Avola is de belangrijkste rode druif van Sicilië en een van de belangrijkste inheemse rassen van Italië. Vernoemd naar het plaatsje Avola in het diepe zuiden van Sicilië, worden de wijnen wel vergeleken met de Syrah-druif. Wijnbouwers brachten deze druif een paar honderd jaar geleden naar het zuidelijke puntje van het eiland. Vandaag de dag is zij verspreid over het hele eiland Sicilië. Maar het zijn toch vooral de districten rond Noto (Buonivini, Bufalefi en Maccari) waar de allerbeste wijnen vandaan komen.

## Eigenschappen
De Nero d'Avola houdt van een zeer warm klimaat en produceert wijnen met zoete, ronde tannines en geurt nadrukkelijk naar een pepertje.

## Synoniemen[1]
- Alba de Calabia
- Calabrese cappuciu nero
- Calabrese d'Avola
- Calabrese de Calabria
- Calabrese di Noto
- Calabrese dolce
- Calabrese nero

- Calabrese pittatello
- Calabrese pizuto
- Calabrese pizzutello
- Calabrese pizzutello con la foglia rotonda
- Calabrese pizzuto
- Calabreser Weiss
- Calabria

- Calabriai fekete
- Calabrisi d'Avola
- Fekete Calabriai
- Kalabriai fekete
- Raisin de Calabre noir
- Strugeri de Calabria
- Uva de Calabria